# Stellar Buster Mito

Uchū kaizoku Mito no daibōken (宇宙海賊ミトの大冒険 'Rymdpiraten Mitos äventyr'), på engelska omväxlande kallad Stellar Buster Mito (alternativtitel i japansk ursprungsversion) och Space Pirate Mito (i officiell DVD-utgåva i USA), är en anime-serie från 1999. Den producerades i två säsonger à 13 avsnitt vardera. Regissören var Watanabe Takashi, och serien animerades på studion Triangle Staff. Dessutom producerades[källa behövs] Stellar Buster Mito i en bioversion under år 2000.
Serien kretsar främst kring rymdpiraten Mito och hennes duster med de rymdens rättsvårdande instanser som allt som oftast är henne i hälarna. Hon har nere på jorden sonen Aoi, som i seriens början inte vet mycket om mammans rymdeskapader. Seriens båda säsonger finns utgivna på DVD i USA.

## Handling
Titelfiguren är en rymdpirat. Den galaktiska polisens chef Ranban är hennes ärkefiende och hon tillbringar den mesta tiden med att göra livet surt för Ranban och att försöka undfly Ranbans patruller – till den dag då Mito av en händelse råkar befinna sig på jorden och lika tillfälligtvis råkar kliva ut ur sin kapsejsade kampdräkt i sin son Aois åsyn. Aoi tror att mamma är en stjärnmodell som gör karriär i Amerika och därför inte har tid att hälsa på honom så ofta. Åtminstone är det vad Mito säger när hon med mycket oregelbundna mellanrum dyker upp i hans liv, i skepnad av en lång och vacker kvinna med ljust hår. Vad Aoi inte vet är att den där "blondinen" bara är mammas mail suit, en sorts kampdräkt som är bra att när man ställs mot den galaktiska polisen och andra interplanetära faror. Hans uppdagande av sanningen kommer som en chock för Aoi, som ser sitt liv ställas på ända.

## Rollfigurer
- Mitsukuni Mito (ミト / 光国美都; röst: Kawakami Tomoko)

Mito är inte en rymdpirat som vilken som helst. Hon är en meterhög utomjording som kan misstas för att vara barn (eftersom hon både ser ut och ofta beter sig en lågstadieelev på rymmen) men som har mod nog för en hel galax. Hon är ökänd som stjärnsystemets farligaste pirat, en efterlyst brottsling som gör slut på ett halvt tjog rymdpoliskryssare till frukost. Fast egentligen är hennes önskedröm att få bli kallad "mamma". Hennes bas i rymden är Höghastighetsskeppet Shonagon.
- Mitsukuni Aoi (光国葵; Hoshi Sōichiro)

Aoi är Mitos 15-årige son. Aois liv tar en oväntad vändning, när han upptäcker mammas hemlighet – att hon inte är en lång, framgångsrik fotomodell med morotsfärgat hår utan en liten rymdpirat med glasögon. Till skillnad från den energiska Mito är Aoi en känslig själ som har lätt för att svimma. I den andra säsongen av TV-serien är det Aois tur att bli utsatt för identitetsproblem..
- Nenga Mutsuki (年賀睦月; Tsurono Kyōko)

Ung kvinnlig medlem av galaktiska polisen. Hon är fullt upptagen med att försöka få tag på rymdpiraten Mito och hennes anhang. Hennes uppdrag kompliceras av ofta glömmer av att ta sin medicin mot svamp (modell större) i hårbotten.
- Nenga Masatsuki (年賀正月; Kobayashi Yumiko)

Han är (yngre) bror till Mutsuki och deltar i hennes interplanetariska jakt på brottslingar (läs: Mito). Masatsuki har ett hjälpmedel, av honom kärt benämnt Kaizō-kun, med vars hjälp han kan få valfritt metallföremål att förvandlas till en polisrobot av mecha-typ. Redan i första avsnittet blir både en byggkran och en läskautomat utsatta för den behandlingen. Masatsuki överskattar ständigt sin förmåga att fånga in Mito och hennes pirater.
- Ranban

Chef för Galaktiska Polisen men med ett yttre som mer påminner om Darth Vader. Går klädd i svart, inklusive pärlhalsbandet runt halsen.
- Azuki

- Mitsukuni Kagerō (光国蔭朗; Inoue Kazuhiko)

- Sukesaburō ("Sabu")

En av Mitos närmaste män/kvinnor.
- Kakunoshin ("Shin")

(Se ovan)

## Mottagande och teman
Båda säsongerna av Stellar Buster Mito har (under titeln Space Pirate Mito) licensierats till USA, där första säsongen släpptes på DVD 2002, andra säsongen först fem år senare. Serien har åtminstone i USA rönt en högst blandad kritik, där recensenterna ofta koncentrerat sig på det höga tempot, den jämförelsevis billiga animeringen, det "ojapanska" utseendet och de osammanhängande och ofta oförklarade delarna av berättelsen. Några bedömare har dock varit mer positiva. Signaturen Zany Bishojo Evalana gick i ett antal blogginlägg under 2009 genom hela första säsongen och avslutade med en summering där hon pekade på det allmänna underhållningsvärdet för serien och de olika drifterna med företeelser inom anime och japansk kultur. En Anime-Planet-recension (av signaturen "Mito63") uppskattar den vilda humorn och de starka (om än orealistiska) kvinnliga rollfigurerna. Det bör i sammanhanget nämnas att de flesta starka rollfigurer i båda säsongerna av serien är kvinnor och att bägge kapten Mitos "andraofficerare" har androgyna drag, något som öppnar upp serien för fler potentiella målgrupper än brukligt för "barnsliga actionkomedier".
Serien är i stort en händelserik och lättsam actionkomedi i högt tempo och med ett antal inslag av "knäpp" humor (bakaanime). Det ägnas dock begränsad energi åt att förklara rollfigurernas bakgrunder och sammanhanget mellan de olika fenomenen i serien, vilket gör Stellar Buster Mito mindre lämpad för litterära analyser. Utseendemässigt liknar den många andra 90-talsserier producerade för västerländska TV-kanaler typ Cartoon Network. De mestadels oskyldiga och lekfulla katt-och-råttalekarna mellan poliser och pirater öppnade också upp den för en marknadsföring mot barnanimemarknaden. Detta till trots originalsändes serien i ett nattligt programblock, vilket möjligen antyder att serien inte endast riktats för en yngre publik.

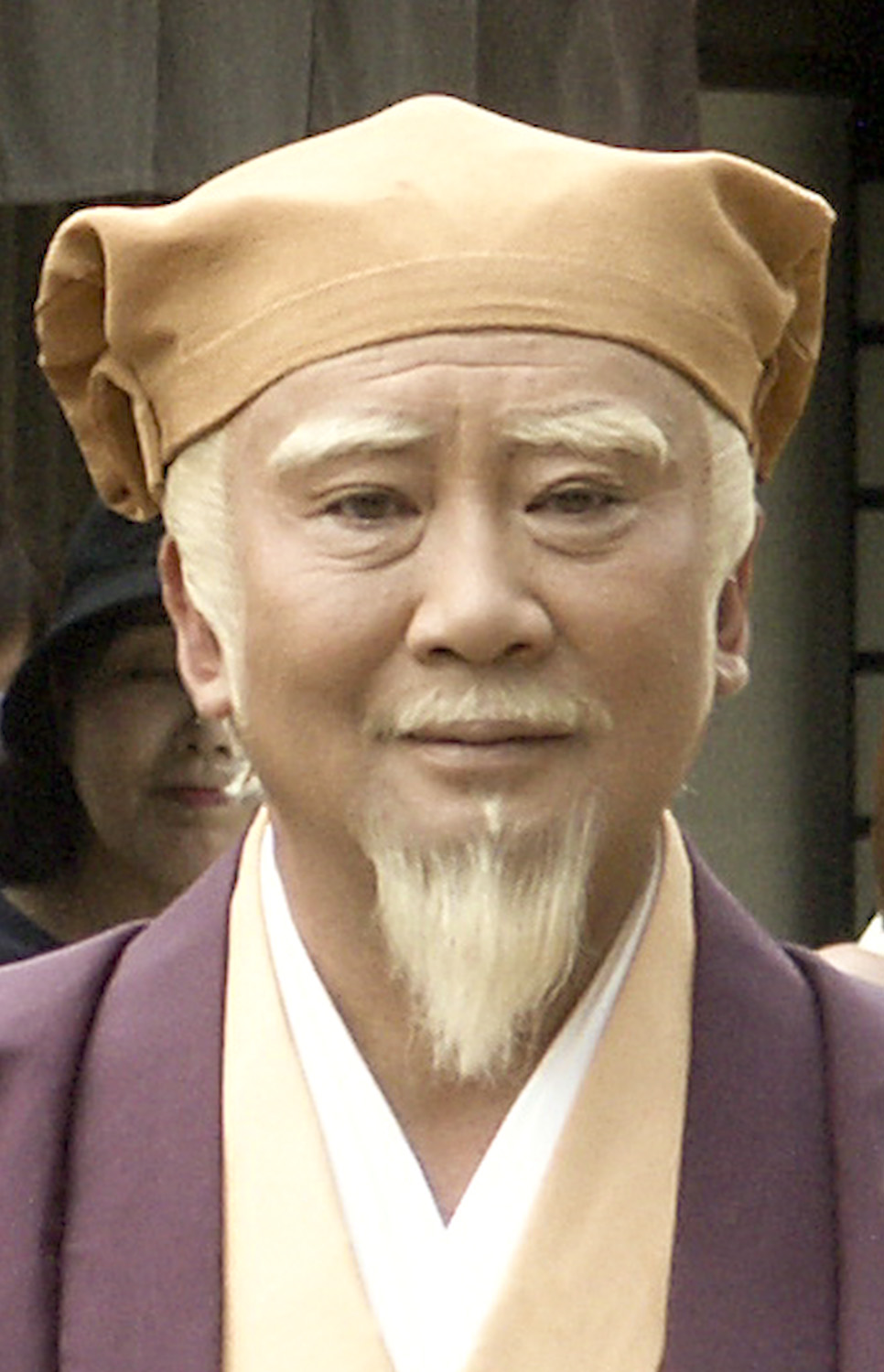
Skådespelaren Satomi Kotaro i rollen som Mito Kōmon, i samband med TV-inspelning vid Toei Uzumasa-studion i Kyoto (2002).

### Mito Kōmon
Namngivningen av serien är en medveten blinkning till en i Japan populär gestalt – Mito Kōmon. Denne levde på 1600-talet och föddes som Tokugawa Mitsukuni. Han verkade som chunagon (även benämnt kōmon) – en adelstitel i det dåtida japanska feodalsamhället – i den dåvarande Mito-provinsen. Efter hans död levde hans namn vidare, och så småningom skrevs en teaterpjäs om hans liv, under titeln Mito Mitsukuni man'yuki. Berättelsen spreds i flera olika medier, och i Japan är nog TV-serien som startade 1969 (och sedan dess sänts i mer än 1100 avsnitt) den mest kända.
Ett antal "interna" skämt i animen har sitt ursprung i den serien. Bland annat introducerar Mito i avsnitt två Sabu och Shin med deras fullständiga namn, Sukesaburō och Kakunoshin, vilket också är/var namnen på Mitsukunis två trotjänare (förkortat till Suke-san – 助さん – och Kaku-san – 格さん – i TV-serien). Det där med att Aoi skulle vara ett sigill, kommer sig av det sigill som Mitsukuni bar och med vars hjälp han avslöjade sin identitet i slutet av varje Mito Kōmon-avsnitt. Kagerō var också namnet på en ninja som blev populär nog för att kunna bli huvudfigur i en egen spinoff-serie.

## Produktion

### Bakgrund
Serien är producerad av studion Triangle Staff, och för den övriga produktionen står Bandai Visual, Genco och Sunrise (Xebec under andra säsongen).
Stellar Buster Mito producerades för TV Tokyo, en av Japans större TV-kanaler. Första säsongen av serien originalsändes i ett nattligt programblock 01:15–01:45, 4 januari–23 mars 1999. Andra säsongen sändes i samma block 12 juli–14 oktober senare under året. Nattliga programblock för anime – även anime för en bredare publik – är inte helt ovanliga i japansk TV, och ett annat exempel är noitaminA (se bland annat Tokyo Magnitude 8.0 och Hachimitsu to Clover). Serien som föregick Space Pirate Mito i det här blocket var St. Luminous Jogakuin, en mysterieserie i skolmiljö, medan serien som övertog tablåplatsen var Jubei-chan: The Ninja Girl, en actionkomedi av Akitarō Daichi (känd för Fruits Basket). Andra säsongen av Stellar Buster Mito tog över platsen i tablån från Serial Experiments Lain.

### Media

#### Japan
- 日本語タイトル: 宇宙海賊ミトの大冒険 1/ アニメ (Stellar Buster Mito), Bandai Visual. 1999-04-25–1999-11-25 (laserdisc, sju utgåvor med 1–2 avsnitt per LD-box).
- 日本語タイトル: 宇宙海賊ミトの大冒険 2人の女王様 1/ アニメ (Stellar Buster Mito, Futari no joōsama), Bandai Visual 1999-12-18–2000-07-25 (laserdisc / DVD, sju utgåvor med 1–2 avsnitt per LD/DVD-box).
- 日本語タイトル: EMOTION the Best 宇宙海賊ミトの大冒険 DVD-BOX [廉価版]/ アニメ (DVD), Bandai Visual 2010-07-23 (återutgivning med hela första säsongen i en box).
- 日本語タイトル: EMOTION the Best 宇宙海賊ミトの大冒険 2人の女王様 DVD-BOX [廉価版]/ アニメ, Bandai Visual 2010-07-23 (DVD, återutgivning med hela andra säsongen i en box).
- 日本語タイトル: 宇宙海賊ミトよ永遠に/ 川上とも子、保志総一郎、他 <歌>aya、伊藤真澄、他 (Stellar Buster Mito yo Towa ni), Lantis 2000-09-06 (CD).
- 日本語タイトル: ステラバスター 宇宙海賊ミトの大冒険 オリジナル・サウンドトラック/ サウンドトラック (Stellar Buster Mito Original Soundtrack), Lantis 2000-10-25 (CD).
- 日本語タイトル: CDシネマ 宇宙海賊ミトの大冒険 「ざ・む〜び〜?」/ ドラマCD (CD Cinema Stellar Buster Mito), Tri-m 2000-10-25 (CD).
- 日本語タイトル: 宇宙海賊ミトの大冒険 2人の女王様/ サウンドトラック(aya、伊藤真澄、柊、美鈴) (Stellar Buster Mito 2 Queens), Tri-m 2001-01-24 (CD).

Källa: 

#### USA
- Space Pirate Mito – Call Me Mom! (DVD 1), Media Blasters 2002-10-29.
- Space Pirate Mito – Courting Disaster (DVD 2), Media Blasters 2003-03-25.
- Space Pirate Mito – Ranban Dearest (DVD 3), Media Blasters 2003-05-27.
- Space Pirate Mito – Like Mother, Like Son (DVD 4), Media Blasters 2003-07-29.
- Space Pirate Mito – First Season Collection (DVD), Media Blasters 2003-10-28.
- Aoi & Mutsuki: A Pair of Queens (DVD), Media Blasters 2007-07-31.

## Fotnoter
1. ↑  I denna artikel används japansk namnföljd. Sålunda skrivs japanskt släktnamn först och det givna namnet sist.